# Bolitoglossa carri
Bolitoglossa carri är en groddjursart som beskrevs av James R. McCranie och Wilson 1993. Bolitoglossa carri ingår i släktet Bolitoglossa och familjen lunglösa salamandrar. IUCN kategoriserar arten globalt som akut hotad. Inga underarter finns listade.